# Miss Venezuela 2017
Miss Venezuela 2017 fue la sexagésima cuarta (64°) edición del certamen Miss Venezuela. Se llevó a cabo en la ciudad de Caracas, Venezuela, el de noviembre de 2017 en el Estudio 5 de Venevisión. Candidatas de 24 estados del país compitieron por el título. Al final del evento, Keysi Sayago, Miss Venezuela 2016 de Monagas, coronó a Sthefany Gutiérrez de Delta Amacuro, como su sucesora.
La presentación oficial a la prensa y asignación de bandas se realizaron el 16 de septiembre, ese mismo día se abrieron las votaciones para la Gala Interactiva, que a diferencia de años previos, fue continua y con seguimiento a través de un segmento en La Magia de Ser Miss. Esta presentación estuvo conducida por Kerly Ruíz, Jordan Mendoza y Jesús de Alba.
El evento fue transmitido en vivo y directo para toda Venezuela por Venevisión y Venevisión Plus, además en alta definición para todos los suscriptores del paquete alta definición de DirecTV. Al exterior por Ve Plus, en Estados Unidos por Venevisión USA y Univisión, y Puerto Rico vía Univisión alta definición. Estuvo conducido por Mariángel Ruiz, Mariela Celis, Henrys Silva y Dave Capella.
Esta fue la última edición de Miss Venezuela dirigida por Osmel Sousa; quien fuera presidente del certamen durante 40 años, el cual el 7 de febrero de 2018 anunciaría su renuncia del mismo por medio de un comunicado oficial a través de la red social Instagram además de también ser la primera edición en no contar con la producción coreográfica de Mery Cortez tras casi 45 años trabajando en el certamen, quien renunció a Venevision meses antes del certamen.

## Resultados
| Resultado final                   | Candidata |
| --------------------------------- | --- |
| Miss Venezuela Universo 2017      | - Delta Amacuro - Sthefany Gutiérrez |
| Miss Venezuela Mundo 2017         | - Vargas - Veruska Ljubisavljević |
| Miss Venezuela Internacional 2017 | - Barinas - Mariem Velazco |
| Primera finalista                 | - Falcón - Biliannis Álvarez |
| Segunda finalista                 | - Amazonas - Megan Beci |
| Semifinalistas (Top 10)           | - Aragua - Oriana Rodríguez - Distrito Capital - Sofía Santa Rodríguez - Miranda - Oriana Gil - Portuguesa - Nariman Battikha - Yaracuy - Rosángela Matos |

## Representación internacional
- Sthefany Gutiérrez (Delta Amacuro) fue segunda finalista del Miss Universo 2018 en Tailandia.
- Veruska Ljubisavljević (Vargas) fue cuartofinalista del Miss Mundo 2018 en China.
- Mariem Velazco (Barinas) ganó el Miss Internacional 2018 en Japón.
- Annis Álvarez (Falcón) fue semifinalista del Miss Grand Internacional 2018 en Myanmar.
- Nariman Battikha (Portuguesa) ganó el Reina Hispanoamericana 2018 en Bolivia y fue semifinalista del Miss Supranacional 2018 en Polonia.
- Génesis Contreras (Carabobo) participó sin éxito en el Miss Global City 2018 en China.
- Oriana Rodríguez (Aragua) participaría en el Reinado Mundial del Banano 2018 en Ecuador, pero no participó en la final por conflictos personales.
- María Sofía Contreras (Táchira) fue segunda finalista del Reinado Internacional del Café 2019 en Colombia.
- Yanuaria Verde (Apure) fue Miss Océano Venezuela 2019, asistiría al  Miss Asia Pacífico Internacional 2019 en Filipinas, pero no participó.

## Áreas de competencia

### Final
La noche final fue transmitida en vivo para toda Venezuela por Venevisión. Al exterior por Ve Plus, y para Estados Unidos y Puerto Rico vía Univisión Alta definición; además se transmitió en vivo vía internet para todos los países y territorios desde Caracas, Venezuela.
El grupo de 10 semifinalistas se dio a conocer durante la competencia final.
Todas las 24 candidatas fueron evaluadas por un Jurado final:
- Las 24 candidatas desfilaron en una nueva ronda en traje de baño (similares para todas).
- Posteriormente, las mismas desfilaron en traje de noche (elegidos al gusto de cada concursante).
- Basado en el desenvolvimiento en las áreas mencionadas, el jurado eligió a las diez semifinalistas de la noche.
- Posteriormente, el grupo fue reducido a cinco finalistas, siendo las mismas sometidas a una ronda de preguntas. Basado en sus calificaciones en la ronda de preguntas, el jurado determinó las posiciones finales y a la ganadora, Miss Venezuela 2017.[8]

### Jurado final
Estos fueron los miembros del jurado que evaluaron a las semifinalistas y finalistas para elegir a Miss Venezuela 2017:
- Peggy Koop, Miss Venezuela 1968.
- María Antonieta Cámpoli, Miss Venezuela 1972.
- Maritza Pineda, Miss Venezuela 1975.
- Inés María Calero, actriz venezolana, Miss Venezuela 1987.
- Cynthia Lander, Miss Venezuela 2001.
- Vanessa Peretti, modelo, filántropa, Miss Venezuela Internacional 2006 y primera sordomuda en competir en Miss Venezuela.
- Ángela Ruiz, modelo profesional y primera finalista del Miss Venezuela 2010
- Fanny Ottati, modelo, escritora y conductora de Sábado Sensacional.

### La Magia de ser Miss
Al igual que la edición anterior, el certamen contó con un Reality show hermano llamado "La Magia de ser Miss". El mismo se transmitió los sábados durante el programa Súper sábado sensacional y narró paso a paso las actividades y preparación de las candidatas al título de Miss Venezuela, contando con la guía de destacadas personalidades en su cuarta temporada. En dicho reality, las candidatas presentaban una prueba de talento mientras eran evaluadas por reconocidas figuras de la televisión venezolana, quienes emitían una calificación secreta para cada concursante. La ganadora de estas pruebas de talento se llevó el trofeo de Miss Talento, que fue entregado la noche final.

## Premiaciones

### Gala final (Interactiva)
Las siguientes premiaciones fueron otorgadas en la noche final, sin embargo, la mayoría de estas fueron seleccionadas por el público vía internet, quien votó durante semanas previas a la noche de coronación.
| Premio                 | Candidata Ganadora                 |
| ---------------------- | ---------------------------------- |
| Miss Cabello Radiante  | Delta Amacuro - Sthefany Gutiérrez |
| Miss Travel and Tour   | Carabobo - Génesis Contreras       |
| Miss Belleza Integral  | Cojedes - María Carlota Arcay      |
| Miss Confianza         | Vargas - Veruska Ljubisavjlević    |
| Mejor Look             | Cojedes - María Carlota Arcay      |
| Miss Actitud           | Amazonas - Megan Beci              |
| Miss Sonrisa           | Amazonas - Megan Beci              |
| Miss Personalidad      | Apure - Yanuaria Verde             |
| Miss Manos de Pasarela | Mérida - Yoselin Rojas             |
| Miss Fitness           | Yaracuy - Rosángela Matos          |
| Mejor Estilo           | Barinas - Mariem Velazco           |
| Mejor Rostro           | Vargas - Veruska Ljubisavjlević    |
| Miss Glamour           | Portuguesa - Nariman Battikha      |
| Miss Elegancia         | Zulia - Mariángele Galbán          |
| Miss Piernas de Venus  | Lara - Valentina Lombardi          |

### Premiaciones especiales (Final)
| Premio          | Candidata Ganadora       |
| --------------- | ------------------------ |
| Miss Fotogénica | Barinas - Mariem Velazco |
| Miss Amistad    | Miranda - Oriana Gil     |
| Miss Talento    | Sucre - Zharat Bruzual   |

### Otras premiaciones
En un evento especial se otorgó la nueva banda Miss Salud y Estética, la cual fue otorgada por Polytech Venezuela, uno de los patrocinantes oficiales del certamen nacional. 
| Premio                | Candidata Ganadora                                                                 |
| --------------------- | ---------------------------------------------------------------------------------- |
| Miss Salud y Estética | - Delta Amacuro - Sthefany Gutiérrez                                               |
| Finalistas            | - Amazonas - Megan Beci - Barinas - Mariem Velazco - Portuguesa - Nariman Battikha |

## Candidatas
(En la tabla se utiliza su nombre completo, los sobrenombres van entrecomillados y los apellidos utilizados como nombre artístico, entre paréntesis; fuera de ella se utilizan sus nombres «artísticos» o simplificados)
| Estado/Región    | Candidata                                | Edad | Estatura | Ciudad Natal              |
| ---------------- | ---------------------------------------- | ---- | -------- | ------------------------- |
| Amazonas         | Megan Alexandra Beci Scarr               | 20   | 1,80     | Caracas                   |
| Anzoátegui       | María Alejandra Véliz Gago               | 24   | 1,73     | Puerto La Cruz            |
| Apure            | Yanuaria Yasmín Verde Velásquez          | 25   | 1,72     | Trujillo                  |
| Aragua           | Oriana Fabiola Rodríguez Avendaño        | 18   | 1,82     | Betijoque                 |
| Barinas          | Mariem Claret Velazco García             | 19   | 1,77     | El Tigre                  |
| Bolívar          | Ángela del Valle Zárraga Malavé          | 22   | 1,74     | Ciudad Guayana            |
| Carabobo         | Génesis Alexandra Contreras Ferlicchia   | 23   | 1,79     | Valencia                  |
| Cojedes          | María Carlota Arcay Viso                 | 19   | 1,79     | Valencia                  |
| Delta Amacuro    | Sthefany Yoharlis Gutiérrez Gutiérrez    | 18   | 1,76     | Barcelona                 |
| Distrito Capital | Sofía Santa Rodríguez Correa             | 23   | 1,77     | Caracas                   |
| Falcón           | Biliannis Guillermina Álvarez Chirinos   | 19   | 1,79     | Cabimas                   |
| Guárico          | Oriana Saell Durán Rendón                | 24   | 1,75     | La Victoria               |
| Lara             | Giuliana Valentina Lombardi Camacho      | 18   | 1,74     | Barquisimeto              |
| Mérida           | Yoselin Paola Rojas Márquez              | 22   | 1,75     | Santa Cruz de Mora        |
| Miranda          | Oriana Cristina Gil Rondón               | 21   | 1,79     | Los Teques                |
| Monagas          | María Cecilia Guevara Torrealba          | 24   | 1,77     | Caracas                   |
| Nueva Esparta    | María Yerardy Montoya Padrino            | 22   | 1,77     | San Casimiro              |
| Portuguesa       | Nariman Cristina Battikha Yanyi          | 22   | 1,80     | Maturín                   |
| Sucre            | Jesudelvys Zharat Bruzual Acuña          | 24   | 1,76     | Cumaná                    |
| Táchira          | María Sofía Contreras Trujillo           | 18   | 1,72     | Seboruco                  |
| Trujillo         | Amira (Amura) Humeidan Ballan            | 18   | 1,72     | Valera                    |
| Vargas           | Veruska Betania Ljubisavljević Rodríguez | 26   | 1,80     | Caracas                   |
| Yaracuy          | Rosángela Graciela Matos Añez            | 24   | 1,79     | Los Puertos de Altagracia |
| Zulia            | Mariángele Galbán Rosales                | 20   | 1,77     | Maracaibo                 |

## Datos acerca de las delegadas
- Algunas de las delegadas del Miss Venezuela 2017 han participado, o participarán, en otros certámenes de importancia nacionales e internacionales:
  - Mariem Velazco (Barinas) fue Teen Belleza Venezuela 2015.
  - Sthefany Gutiérrez (Delta Amacuro) fue Reina de los Carnavales de Barcelona 2015.
  - Oriana Rodríguez (Aragua) fue Reina de La Feria de San Benito 2013.
  - Sofía Santa Rodríguez (Distrito Capital) y Nariman Batthika (Portuguesa) participaron sin éxito en Sambil Model 2015.
  - Biliannis Álvarez (Falcón) ganó el Señorita Bellezacol 2014.
  - Oriana Durán (Guárico) fue semifinalista en Teen Model Venezuela 2011 y fue Reina del Cacao Venezolano 2016.
  - Yoselín Rojas (Mérida) fue Reina de la XLVI Feria Internacional del Sol 2015.
  - Oriana Gil (Miranda) ganó Xtreme Model Venezuela 2016.
  - Yerardy Montoya (Nueva Esparta) participó sin éxito en Sambil Model 2016.
  - Biliannis Álvarez (Falcón) fue semifinalista en Miss Grand Internacional 2018 en Myanmar.
  - Nariman Battikha (Portuguesa) ganó Reina Hispanoamericana 2018 en Bolivia, y fue semifinalista en Miss Supranacional 2018 en Polonia.
  - Mariem Velazco (Barinas) ganó Miss Internacional 2018 en Japón.[11]
  - Veruska Ljubisavljević (Vargas) fue semi-finalista (Top 30) en Miss Mundo 2018 en China.[12]
  - Sthefany Gutiérrez (Delta Amacuro) fue segunda finalista en Miss Universo 2018 en Tailandia.[13]
  - María Sofía Contreras (Táchira) obtuvo el título de segunda princesa (4 lugar) en Reinado Internacional del Café 2019 en Colombia.
  - Yanuaria Verde (Apure) fue Miss Océano Venezuela 2019  y Miss Asía Pacífic Venezuela 2019", no logró competir. Ahora es   Miss Elite Venezuela 2022".
  - Génesis Contreras (Carabobo) fue Miss Global City Venezuela 2018 en China.
- Algunas de las delegadas nacieron o viven en otro estado al que representaron, o bien, tienen un origen étnico distinto:
  - Sthefany Gutierrez (Delta Amacuro) es mitad colombiana de parte paterna.
  - Veruska Ljubisavljević (Vargas) es de ascendencia serbia de parte paterna.
  - Megan Beci (Amazonas) es de ascendencia española e inglesa.
  - Valentina Lombardi (Lara), Zharat Bruzual (Sucre) Génesis Contreras (Carabobo) y Amira Humeidan (Trujillo) tienen ascendencia italiana. Esta última también posee raíces libanesas al igual que Nariman Battikha (Portuguesa) por parte materna.

- Otros datos significativos de algunas delegadas:
  - 12 de las 24 candidatas son originarias de los estados que representaron: María Alejandra Véliz (Anzoátegui), Angela Zárraga  (Bolívar), Génesis Contreras (Carabobo), Sofía Rodríguez (Distrito Capital), Valentina Lombardi  (Lara), Yoselín Rojas (Mérida), Oriana Gil  (Miranda), Zharat Bruzual (Sucre), Amira Humeidan (Trujillo), María Sofía Contreras (Táchira) Veruska Ljubisavljević (Vargas) y Mariángele Galbán (Zulia).